# Tetakawi
Tetakawi ist ein in den USA ansässiges Unternehmen, bekannt für die Bereitstellung von Shelter-Services und Offshoring-Dienstleistungen für ausländische Unternehmen, die in Mexiko produzieren. Ein Shelter-Unternehmen ist ein Dienstleister, der es ausländischen Unternehmen ermöglicht, in Mexiko im Rahmen gewisser Richtlinien Geschäfte zu führen. Das mexikanische Shelter-Service-Programm sieht vor, dass das Shelter-Unternehmen die administrativen und rechtlichen Unternehmensbereiche verwaltet, während das ausländische Unternehmen sich auf das Kerngeschäft konzentriert: die Produktion.

## Geschichte
Tetakawi wurde 1986 von Luis Felipe Seldner, Felix Tonella Luken, Roberto Gomez del Campo und Duane Boyett unter dem Namen The Offshore Group gegründet.
Im Jahr 1997 eröffnete das Unternehmen seine Zapa Produktionsgemeinschaft in Saltillo, Coahuila. Im Jahr 2000 eröffnete das Unternehmen seine Roca Fuerte Produktionsgemeinschaft in Mexiko.
Im Jahr 2019 wurde das Unternehmen umfirmiert und zu Tetakawi umbenannt. Es wurden zwei neuen Produktionsgemeinschaften in Mexiko eröffnet und ein neues Produktangebot eingeführt.
Im Jahr 2020 expandierte das Unternehmen nach Hermosillo.

## Produkte und Dienstleistungen
Tetakawi bietet ausländischen Herstellern in Mexiko Shelter-Services an. Das Unternehmen bietet außerdem Beratungs- und Unterstützungsdienste für Neueinsteiger und Unternehmen, die bereits in Mexiko tätig sind, an.